# Округ Вин (Луизијана)
Вин (енгл. Winn Parish) је округ у америчкој савезној држави Луизијана.

## Демографија
По попису из 2010. године број становника је 15.313, што је 1.581 (-9,4%) становника мање него 2000. године.
| Група             | 2000.          | 2010.          |
| Белци             | 11.100 (65,7%) | 10.108 (66,0%) |
| Афроамериканци    | 5.411 (32,0%)  | 4.702 (30,7%)  |
| Азијати           | 27 (0,2%)      | 39 (0,3%)      |
| Хиспаноамериканци | 147 (0,9%)     | 240 (1,6%)     |
| Укупно            | 16.894         | 15.313         |